# Betika
Betika ist eine Sportwettenplattform mit Niederlassungen in Kenia, Tansania, Äthiopien, der Demokratischen Republik Kongo, Ghana, Nigeria, Mosambik, Sambia und Malawi. Betika hat eine Reihe von Produkten, darunter Sportwetten, Casinos, virtuelle Spiele und E-Sportwetten.

## Eigentümerschaft
Betika ist im Besitz von Shop and Deliver Limited, einem Unternehmen mit kenianischen Anteilseignern.

## Sportliches Engagement
Betika ist der aktuelle Sponsor der Fußballvereine AFC Leopards und Kenya Police.